# Problème d'Alhazen

Où se refléchit le rayon venant de la bougie et atteignant l'œil de l'observateur ?

Le problème d'Alhazen est un problème d'optique géométrique concernant la réflexion sur un miroir sphérique. Il porte le nom d'Alhazen en référence au mathématicien arabe du XIe siècle Alhazen (Ibn al-Haytham) qui en présenta une solution géométrique dans son Traité d'optique. La solution algébrique requiert une équation quartique. La solution du problème est, en général, non constructible à la règle et au compas.

## Formulation géométrique
Le but est de résoudre le problème optique suivant : « Étant donnée une source de lumière et un miroir sphérique, convexe ou concave, trouver le point de la surface où le rayon lumineux se réfléchit avant d'atteindre l’œil de l'observateur. »
Ce problème est analogue à la question : « Sur un billard circulaire, dans quelle direction envoyer la boule pour qu'elle rebondisse sur le bord du billard avant d'atteindre la boule cible ? »
La solution pour un miroir plan est connue de longue date : c'est le point d'intersection du miroir plan avec la droite joignant l'œil de l'observateur et le symétrique de la source de lumière par rapport au miroir plan. Cette propriété est tirée du fait que le rayon lumineux se réfléchit sur une surface en restant dans un même plan et en conservant le même angle par rapport à la normale à la surface.
Le problème de la réflexion sur un miroir sphérique, dans son aspect symétrique, est étudié dès le IIe siècle par Claude Ptolémée.
Une traduction géométrique de ce problème est : « Étant donnés deux points A et B d'un plan et un cercle donné de centre O et de rayon r, trouver le point D du cercle tel que la droite (DO) soit bissectrice de l'angle (ADB). »

## Solution d'Ibn al-Haytham

Traduction du problème de réflexion en problème de sécante.

Ibn al-Haytham résout le problème à l'aide d'intersections de coniques et présente une preuve géométrique en 6 lemmes dans son Traité d'optique (XIe siècle). Il ramène le problème à la construction d'une sécante dans un triangle isocèle : 
On reprend la traduction supra : trouver le point D d'un cercle de centre O et de rayon r tel que (OD) soit bissectrice de l'angle AOB. On construit un triangle isocèle MNP dont l'angle au sommet P est égal à AOB. On place sur la base [MN] un point F tel que {\displaystyle {\frac {FM}{FN}}={\frac {OB}{OA}}}. On trace par F une sécante au triangle qui coupe [NP] en Q et la médiatrice de [MN] en S de telle sorte que {\displaystyle {\frac {SQ}{QN}}={\frac {OB}{r}}} (cette construction utilise l'intersection d'une hyperbole et d'un cercle) et il démontre que l'angle SQN est égal à l'angle BOD où D est le point recherché.
Il ne se limite pas au miroir sphérique mais résout le cas du miroir cylindrique et du cône.
Son œuvre est traduite en latin entre la fin du XIIe siècle et le début du XIIIe siècle. Vitellion publie en 1270 une Optique largement inspirée du traité d'Alhazen et qui contient le problème sans rien apporter de neuf puis l'œuvre d'Alhazen est publiée à Bâle en 1572.

## Solutions postérieures
La solution d'Ibn al-Haytham parait tellement compliquée que les mathématiciens ultérieurs vont chercher à proposer des solutions plus élégantes.

### Construction mécanique

Mécanisme articulé de Roberto Marcolongo pour résoudre le problème d'Alhazen.

Selon Roberto Marcolongo,, Léonard de Vinci, à la fin du XVe siècle, a vainement cherché une solution mathématique au problème d'Alhazen avant de proposer une solution mécanique à l'aide d'un instrument articulé de type pantographe qui permet d'assurer l'égalité des angles ODA et ODB. Analysant textes et dessins de quelques feuillets du Codex Atlantico, Marcolongo a construit l'instrument articulé ci-contre. Le point O est placé au centre du cercle, la longueur OD est fixe, égale au rayon du cercle. Les branches (DA) et (DB) pivotent autour de D en conservant (OD) comme bissectrice, car le losange formé par le système articulé se déforme en conservant le sommet opposé à D aligné avec O et D. Une épingle est placée en A dans le système coulissant de la branche (DA). Et l'instrument pivote autour de O de telle sorte que la seconde branche passe par B.

### Constructions géométriques

Courbe de Barrow pour le cercle et les points A et B. Ici, les points sont intérieurs. La courbe coupe le cercle en 4 points qui, tous, permettent une réflexion de A vers B (une seule réflexion est matérialisée).

Isaac Barrow en 1669 propose l'intersection du cercle avec une courbe à une boucle passant par A et B, possédant O comme point double et possédant une asymptote.
René-François de Sluse propose la construction par l'intersection d’une parabole et d'un cercle, tandis que Christian Huygens propose, en 1672, l'intersection du cercle avec une hyperbole équilatère passant par le centre du cercle, par les points A' et B' inverses des points A et B par rapport au cercle-miroir, et ayant pour asymptotes les droites parallèles aux bissectrices de l'angle AOB passant par le milieu de [A'B'].
Ces diverses courbes coupent le cercle en 2 ou 4 points. Quand A et B sont intérieurs au cercle tous ces points sont solutions. S'ils sont extérieurs,  un point sur deux seulement est solution.

Hyperbole de Huygens avec les 4 points de réflexion pour 2 points intérieurs.
Hyperbole de Huygens avec 2 points de réflexion pour 2 points intérieurs.
Hyperbole de Huygens pour deux points extérieurs, il y a 4 points d'intersection mais seulement deux points de réflexion.

### Solutions analytiques
Des résolutions analytiques sont également recherchées. À la même période que Sluse et Huygens, James Gregory tente sans succès une résolution analytique. 
Au XVIIIe siècle, des résolutions algébriques et trigonométriques sont proposées. Abraham Gotthelf Kästner, par exemple, propose dès 1777, une résolution trigonométrique, tandis que William Wales cite, dès 1781, le problème d'Alhazen comme problème conduisant à une équation de degré 4 qu'il résout à l'aide de tables logarithmiques.
Des publications existent également au XIXe siècle et le lien est fait avec les problèmes de chemins minimaux ou maximaux. Au XXe siècle, le problème continue à intéresser les mathématiciens : Jack M. Elkin en 1965 et Peter Neumann en 1998 prouvent que la solution générale n'est pas constructible à la règle et au compas, John D. Smith expose en 1992 une élégante solution à l'aide des complexes.